# Conflitto (album)
(da Fascisti in doppiopetto, 1996)
Conflitto è il secondo album del gruppo hip hop italiano Assalti Frontali, uscito nel 1996..

## Il disco
Il disco fu registrato a Roma da Don Zientara, produttore della scena indipendente di Washington (Fugazi) e fu una delle prime produzioni realizzate nel nuovo studio di registrazione Musica Forte, costruito all'interno del centro sociale Forte Prenestino dal gruppo stesso autofinanziandosi con quanto ricavato dal loro tour italiano in apertura ai Fugazi.
Venne distribuito da Il manifesto in edicola esaurendo in breve le 25 000 copie della stampa.
Il disco, a differenza del precedente (Terra di nessuno), è completamente suonato dai Brutopop e vede alla voce, accanto a Militant A, Testimone Oculare.

## Formazione e musicisti
Il gruppo all'epoca dell'uscita del disco comprendeva:
- Militant A, voce
- LaT.LaO aka Testimone Oculare, voce
- DJ Pol G
- Brutopop, musica
- Emilio

## Tracce
1. Prima mattina - 1:10
2. Devo avere una casa per andare in giro per il mondo - 3:54 - (Pol G, LaT.LaO., Militant A, Brutopop)
3. Dispersi nel caos - 4:44 - (Pol G, LaT.LaO., Militant A, Brutopop)
4. In movimento - 4:20 - (Pol G, Militant A, Brutopop)
5. Verso la grande mareggiata - 4:02 - (Pol G, LaT.LaO., Militant A, Brutopop)
6. Sud -  4:19 - (NCOT, Sioux, Militant A, Brutopop)
7. Conflitto - 4:10 - (Pol G, Militant A, Brutopop)
8. Fascisti in doppiopetto - 3:27 - (Pol G, LaT.LaO., Militant A, Brutopop)
9. Ascensore per il patibolo - 1:12
10. Sottobotta - 3:28 - (Pol G, LaT.LaO., Militant A, Brutopop)
11. Nel giusto posto - 3:36 - (Pol G, LaT.LaO., Militant A, Brutopop)
12. C'è qualcuno in casa - 1:15
13. HC - 3:41 - (Pol G, LaT.LaO., Militant A, Brutopop)